# Grand Prix Detroitu 1986
Grand Prix Detroitu 1986 (oficiálně 5th Detroit Grand Prix) se jela na okruhu Detroit street circuit v Detroitu v Michiganu ve Spojených státech amerických dne 22. června 1986. Závod byl sedmým v pořadí v sezóně 1986 šampionátu Formule 1.

## Kvalifikace
| Poř. | No. | Jezdec             | Konstruktér            | Časy v kvalifikaci | Časy v kvalifikaci | Ztráta  |
| Poř. | No. | Jezdec             | Konstruktér            | Q1                 | Q2                 | Ztráta  |
| ---- | --- | ------------------ | ---------------------- | ------------------ | ------------------ | ------- |
| 1    | 12  | Ayrton Senna       | Lotus-Renault          | 1:40.301           | 1:38.301           | —       |
| 2    | 5   | Nigel Mansell      | Williams-Honda         | 1:39.490           | 1:38.839           | +0.538  |
| 3    | 6   | Nelson Piquet      | Williams-Honda         | 1:41.510           | 1:39.076           | +0.775  |
| 4    | 25  | René Arnoux        | Ligier-Renault         | 1:43.166           | 1:39.689           | +1.388  |
| 5    | 28  | Stefan Johansson   | Ferrari                | 1:42.989           | 1:40.312           | +2.011  |
| 6    | 26  | Jacques Laffite    | Ligier-Renault         | 1:45.236           | 1:40.676           | +2.375  |
| 7    | 1   | Alain Prost        | McLaren-TAG            | 1:43.368           | 1:40.715           | +2.414  |
| 8    | 7   | Riccardo Patrese   | Brabham-BMW            | 1:43.664           | 1:40.819           | +2.518  |
| 9    | 2   | Keke Rosberg       | McLaren-TAG            | 1:43.732           | 1:40.848           | +2.547  |
| 10   | 16  | Eddie Cheever      | Lola-Ford              | 1:46.499           | 1:41.540           | +3.239  |
| 11   | 27  | Michele Alboreto   | Ferrari                | 1:44.296           | 1:41.606           | +3.305  |
| 12   | 20  | Gerhard Berger     | Benetton-BMW           | 1:43.759           | 1:41.836           | +3.535  |
| 13   | 18  | Thierry Boutsen    | Arrows-BMW             | 1:45.711           | 1:42.279           | +3.978  |
| 14   | 11  | Johnny Dumfries    | Lotus-Renault          | 1:45.846           | 1:42.511           | +4.210  |
| 15   | 8   | Derek Warwick      | Brabham-BMW            | 1:44.890           | 1:42.558           | +4.257  |
| 16   | 3   | Martin Brundle     | Tyrrell-Renault        | 1:45.250           | 1:42.815           | +4.514  |
| 17   | 19  | Teo Fabi           | Benetton-BMW           | 1:48.912           | 1:43.658           | +5.357  |
| 18   | 4   | Philippe Streiff   | Tyrrell-Renault        | 1:47.478           | 1:43.796           | +5.495  |
| 19   | 17  | Christian Danner   | Arrows-BMW             | 1:48.855           | 1:44.259           | +5.958  |
| 20   | 14  | Jonathan Palmer    | Zakspeed               | 1:49.812           | 1:44.401           | +6.100  |
| 21   | 15  | Alan Jones         | Lola-Ford              | 1:45.521           | 1:44.450           | +6.149  |
| 22   | 21  | Piercarlo Ghinzani | Osella-Alfa Romeo      | 1:49.067           | 1:45.059           | +6.758  |
| 23   | 23  | Andrea de Cesaris  | Minardi-Motori Moderni | 1:47.359           | 1:46.705           | +8.404  |
| 24   | 24  | Alessandro Nannini | Minardi-Motori Moderni | 1:47.230           | 11:12.906          | +8.929  |
| 25   | 22  | Allen Berg         | Osella-Alfa Romeo      | 1:56.741           | 1:48.682           | +10.381 |
| 26   | 29  | Huub Rothengatter  | Zakspeed               | 1:49.680           | 29:44.015          | +11.379 |

## Závod
| Poř.   | No. | Jezdec             | Konstruktér            | Počet kol | Čas/Odstoupení | Pořadí na startu | Body |
| ------ | --- | ------------------ | ---------------------- | --------- | -------------- | ---------------- | ---- |
| 1      | 12  | Ayrton Senna       | Lotus-Renault          | 63        | 1:51:12.847    | 1                | 9    |
| 2      | 26  | Jacques Laffite    | Ligier-Renault         | 63        | + 31.017       | 6                | 6    |
| 3      | 1   | Alain Prost        | McLaren-TAG            | 63        | + 31.824       | 7                | 4    |
| 4      | 27  | Michele Alboreto   | Ferrari                | 63        | + 1:30.936     | 11               | 3    |
| 5      | 5   | Nigel Mansell      | Williams-Honda         | 62        | + 1 kolo       | 2                | 2    |
| 6      | 7   | Riccardo Patrese   | Brabham-BMW            | 62        | + 1 kolo       | 8                | 1    |
| 7      | 11  | Johnny Dumfries    | Lotus-Renault          | 61        | + 2 kola       | 14               |      |
| 8      | 14  | Jonathan Palmer    | Zakspeed               | 61        | + 2 kola       | 20               |      |
| 9      | 4   | Philippe Streiff   | Tyrrell-Renault        | 61        | + 2 kola       | 18               |      |
| 10     | 8   | Derek Warwick      | Brabham-BMW            | 60        | + 3 kola       | 15               |      |
| Ret    | 17  | Christian Danner   | Arrows-BMW             | 51        | Elektronika    | 19               |      |
| Ret    | 25  | René Arnoux        | Ligier-Renault         | 46        | Nehoda         | 4                |      |
| Ret    | 18  | Thierry Boutsen    | Arrows-BMW             | 44        | Nehoda         | 13               |      |
| Ret    | 23  | Andrea de Cesaris  | Minardi-Motori Moderni | 43        | Převodovka     | 23               |      |
| Ret    | 6   | Nelson Piquet      | Williams-Honda         | 41        | Nehoda         | 3                |      |
| Ret    | 28  | Stefan Johansson   | Ferrari                | 40        | Elektronika    | 5                |      |
| Ret    | 19  | Teo Fabi           | Benetton-BMW           | 38        | Převodovka     | 17               |      |
| Ret    | 16  | Eddie Cheever      | Lola-Ford              | 37        | Řízení         | 10               |      |
| Ret    | 15  | Alan Jones         | Lola-Ford              | 33        | Řízení         | 21               |      |
| Ret    | 22  | Allen Berg         | Osella-Alfa Romeo      | 28        | Elektronika    | 25               |      |
| Ret    | 3   | Martin Brundle     | Tyrrell-Renault        | 15        | Elektronika    | 16               |      |
| Ret    | 21  | Piercarlo Ghinzani | Osella-Alfa Romeo      | 14        | Turbo          | 22               |      |
| Ret    | 2   | Keke Rosberg       | McLaren-TAG            | 12        | Řazení         | 9                |      |
| Ret    | 20  | Gerhard Berger     | Benetton-BMW           | 8         | Motor          | 12               |      |
| Ret    | 24  | Alessandro Nannini | Minardi-Motori Moderni | 3         | Turbo          | 24               |      |
| DNS    | 29  | Huub Rothengatter  | Zakspeed               | 0         | Elektronika    | 26               |      |
| Zdroj: |     |                    |                        |           |                |                  |      |

## Průběžné pořadí po závodě
Pohár jezdců
| Pořadí | Jezdec        | Body |
| ------ | ------------- | ---- |
| 1      | Ayrton Senna  | 36   |
| 2      | Alain Prost   | 33   |
| 3      | Nigel Mansell | 29   |
| 4      | Nelson Piquet | 19   |
| 5      | Keke Rosberg  | 14   |
| Zdroj: |               |      |

Pohár konstruktérů
| Pořadí | Konstruktér    | Body |
| ------ | -------------- | ---- |
| 1      | Williams-Honda | 48   |
| 2      | McLaren-TAG    | 47   |
| 3      | Lotus-Renault  | 36   |
| 4      | Ligier-Renault | 19   |
| 5      | Ferrari        | 13   |
| Zdroj: |                |      |